# 열정의 제국
《열정의 제국》(愛の亡靈: In The Realm Of Passion, Empire Of The Passions)은 프랑스에서 제작된 오시마 나기사 감독의 1978년 드라마 영화이다. 후지 타츠야 등이 주연으로 출연하였고 아나톨 도먼 등이 제작에 참여하였다. 나카무라 이토코의 소설에 기반을 두고 있다. 이 영화는 오시마 프로덕션과 아고스 필름스의 공동 제작이다. 프랑스에서는 Fantom Amour이라는 제목으로 개봉되었다.

## 출연

### 주연
- 후지 타츠야
- 요시유키 카즈코
- 타무라 타카히로
- 카와타니 타쿠조

### 조연
- 하세가와 마사미
- 카와라자키 켄조
- 키타무라 에이조
- 코야마 아키코
- 사사키 스미에
- 토노야마 타이지

## 기타
- 원작자: 나무라 이토코

## 같이 보기
- 일본 영화